# Corunna (Michigan)
Corunna – miasto w Stanach Zjednoczonych, w stanie Michigan, w hrabstwie Shiawassee.